# Chamaedorea hooperiana
Chamaedorea hooperiana är en enhjärtbladig växtart som beskrevs av Donald R. Hodel. Chamaedorea hooperiana ingår i släktet Chamaedorea och familjen Arecaceae. Inga underarter finns listade i Catalogue of Life.